# René Deutschmann
Pour les articles homonymes, voir Deutschmann.
René Deutschmann, né le 17 novembre 1951 à Strasbourg, est un joueur de football français jouant au poste de milieu défensif.
Il est formé au RC Strasbourg à partir de 1969 et y joue en tant que professionnel de 1971 à 1985, disputant un total de 339 rencontres de championnat de Division 1 ou Division 2 pour 14 buts marqués. Avec Strasbourg, il remporte la Division 2 en 1977 et devient champion de France en 1979.

## Palmarès
- Champion de France en 1979 avec Strasbourg
- Champion de Division 2 en 1977 avec Strasbourg